# International Hockey League 2020/21
Die Saison 2020/21 ist die vierte Spielzeit der vom slowenischen Eishockeyverband ausgerichteten International Hockey League. Aufgrund der Beschränkungen in Folge der Covid19-Pandemie nehmen nur Mannschaften aus Slowenien teil, keine aus Kroatien und Serbien wie in den vorherigen Spielzeiten.

## Teilnehmer
Teilnehmer sind die slowenischen Mannschaften der Spielzeit 2019/20 sowie erstmals seit 2017/18 auch wieder HK MK Bled.
| Land      | Mannschaft         | Stadt     | Heimarena             | Kapazität |
| --------- | ------------------ | --------- | --------------------- | --------- |
| Slowenien | HK Celje           | Celje     | Mestni Park Celje     | 0800      |
| Slowenien | HK Slavija Juniors | Ljubljana | Ledena dvorana Zalog  | 1.200     |
| Slowenien | HK Triglav Kranj   | Kranj     | Arena Zlato Polje     | 0800      |
| Slowenien | HD Jesenice        | Jesenice  |                       |           |
| Slowenien | HK MK Bled         | Bled      | Hokejska dvorana Bled | 1.800     |

## Hauptrunde
| Pl. | Mannschaft         | Sp | S  | SNV | NNV | N  | T     | Diff. | Pkt. |
| --- | ------------------ | -- | -- | --- | --- | -- | ----- | ----- | ---- |
| 1.  | HK Triglav         | 16 | 12 | 1   | 1   | 02 | 81:33 | +48   | 39   |
| 2.  | HK MK Bled         | 16 | 08 | 1   | 1   | 06 | 53:57 | −04   | 27   |
| 3.  | HK Slavija Junior  | 16 | 05 | 3   | 2   | 06 | 56:50 | +06   | 23   |
| 4.  | HD Hidria Jesenice | 16 | 06 | 1   | 2   | 07 | 59:56 | −03   | 22   |
| 5.  | HK Celje           | 16 | 02 | 1   | 1   | 12 | 35:88 | −53   | 09   |

## Play-offs

### Pre-Play-offs
- HD Jesenice – HK Celje 1:4, 1:6

### Halbfinale
- HK Triglav – HK Celje 2:1, 6:3, 6:5 n. V.
- HKMK Bled – HK Slavija Junior 3:1, 2:3, 1:4, 2:5

### Finale
- HK Triglav – HK Slavija Junior 4:2, 5:3, 6:5 n. V.